# Г'юґо Фрей
Г'юґо Фрей (англ. Hugo Frey, 26 серпня 1873 – 13 лютого 1952) — американський піаніст, скрипаль, композитор, автор пісень, диригент і аранжувальник. Був відомий як плідний автор партитур для піаністів розважального жанру, який також створював спрощені аранжування складних музичних творів.
У 1920-ті роки він працював піаністом групи «The Troubadours», аранжувальником для «Manhattan Merrymakers», та був плідним автором «піано-роликів» (piano roll) — музики для механічних піаніно.
У 1921 р. швейцарський піаніст — виконавець класичної музики Рудольф Ґанц назвав Фрея «кращим з композиторів так званої поганої музики, отже, кращим за поганих композиторів так званої доброї музики».
Найвідоміші композиції: «Гаванола» (фокстрот для фортепіано), Sax-O-Doodle (композиція для саксофона, у співавторстві з Руді Відофтом).